# سفر إرميا
سفر إرميا (بالعبرية: ספר יִרְמְיָהוּ‏) هو ثاني أسفار الأنبياء في الكتاب المقدس العبري، وفي العهد القديم المسيحي. يُعرّف الكتاب المقدس في الفصل إرميا 1: 3 الكتاب بأنه «كلمات إرميا بن حلقيا». من بين جميع الأنبياء، يظهر إرميا بوضوح أكثر كشخص يتأمل مع كاتبه باروخ دوره كخادم لله. يهدف كتابه إلى إرسال رسالة إلى اليهود في المنفى في بابل، يشرح فيها كارثة المنفى كرد فعل من الله على عبادة إسرائيل للأوثان: حيث يقول إرميا أن الناس مثل الزوجة غير المخلصة أو الأولاد المتمردين، فجعلت الخيانة الزوجية والتمرد الحكم لا مفر منه، على الرغم من ذلك تنبأ بالاستعادة وقيام عهد جديد.
من المحتمل أن تكون النبوءات الأصلية لإرميا في الأقسام الشعرية للفصول 1-25، لكن السفر ككل تم تحريره والإضافة عليه بشكل كبير من قبل أتباع إرميا (بما في ذلك رفيقه، الكاتب باروخ) والأجيال اللاحقة من التثنويين. وقد ظهر السفر في نسختين متميزتين على الرغم من أنهما متصلتان، إحداهما باللغة العبرية والأخرى معروفة من الترجمة اليونانية. يمكن معرفة تاريخ الاثنتين (اليونانية والعبرية) من خلال حقيقة أن النسخة اليونانية يظهر بها اهتمامات ومواضيع مرتبطة بالفترة الفارسية المبكرة، بينما تظهر النسخة الماسورتية (أي العبرية) وجهات نظر والتي على الرغم من أنها كانت معروفة في الفترة الفارسية إلا أنها لم تصل إلى إدراكهم حتى القرن الثاني قبل الميلاد. تختلف النسختان كثيرا، وينظر إلى النسخة اليونانية على أنها أكثر أصالة.

## التفسير والتأثير اللاحق

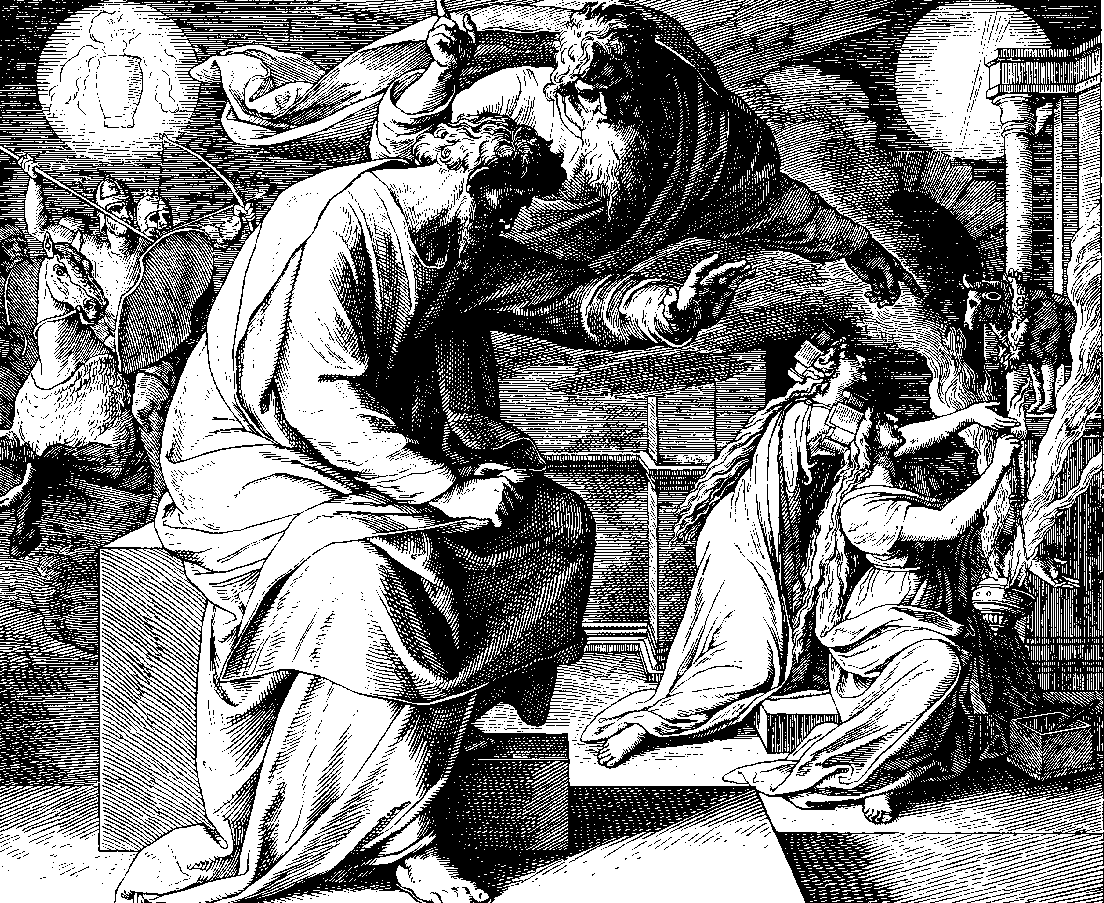
تم تصوير نداء إرميا في هذا النقش الخشبي لعام 1860 من قبل يوليوس شنور فون كارلسفيلد.

### اليهودية
كان تأثير إرميا أثناء وبعد النفي كبيرًا في بعض الأوساط، ونسبت إليه ثلاثة أسفار إضافية هي سفر باروخ، سفر مراثي إرميا، ورسالة إرميا، في عهد الهيكل الثاني (في الفترة بين بناء الهيكل الثاني في حوالي 515 قبل الميلاد وتدميره في 70 م)؛ في السبعونية اليونانية يتواجدون بين إرميا وحزقيال، لكن سفر المراثي فقط هو الذي أدرج في الكتاب المقدس اليهودي الحديث أو البروتستانتي الحديث (تظهر رسالة إرميا في الكتاب المقدس الكاثوليكي باعتبارها الفصل السادس من باروخ). تم ذكر إرميا بالاسم في سفر عزرا، ويرجع تاريخه إلى الفترة الفارسية اللاحقة، وقد تم أخذ نبوءته بأن الأسر البابلي سوف يستمر 70 عامًا وإعادة تطبيقها من قبل مؤلف سفر دانيال في القرن الثاني قبل الميلاد.

### المسيحية
إن فهم المسيحيين الأوائل بأن يسوع يمثل «وعدا جديدًا» (راجع 1 Corinthians 11:25 وHebrews 8:6–13) يستند إلى إرميا 31: 31-34، الذي يتنبأ بأن إسرائيل ستتوب في المستقبل وتهب الله الطاعة التي طلبها. يرجع الفضل في تصوير الإنجيل ليسوع باعتباره نبيًا مضطهدًا إلى حد كبير إلى معاناة إرميا في الفصول 37-44، وكذلك إلى «أغاني الخادم المعاني» في سفر إشعيا.

## الخلاف
هناك خلاف حول ما إذا كان كتاب إرميا وكتاب المراثي يعتبران كتاباً واحداً أم كتابين.على الرغم من أن مؤلف المراثي لم يذكر اسمه داخليًا، إلا أن التقليد القوي (بما في ذلك الترجمة السبعينية اليونانية والنسخة اللاتينية للانجيل) نسب أصله إلى إرميا. ويتناول كلا الكتابين الاضطرابات التي سبقت وبعد سقوط أورشليم وتدمير الهيكل عام 586 ق.م. ويرى بعض العلماء اتساقًا ملحوظًا بين الكتابين، ليس فقط في موضوعهما المشترك ولكن أيضًا في اللهجة والمفردات المتشابهة. ومع ذلك، يشير آخرون إلى الأسلوب الشعري للمراثي باعتباره مختلفًا تمامًا عن مزيج إرميا من التاريخ والسيرة والنبوة. يقدم الكتاب المقدس الأمريكي الجديد، وهو الإصدار الأكثر استخدامًا من قبل الكاثوليك، الكتابين ككتابين منفصلين، وبالتالي يبلغ إجمالي عدد الكتب 73 كتابًا.

## استشهادات
1. ↑  وصلة مرجع: https://www.perseus.tufts.edu/hopper/abbrevhelp.
2. 1 2 3  Sweeney 1998.
3. ↑  Kugler & Hartin 2008.
4. ↑  Allen 1998.
5. ↑  Biddle 2009.
6. ↑  Coogan 2008.
7. ↑  Sweeney 2010.
8. ↑  Davidson 1993، صفحة 344-345.
9. ↑  Redditt 2008.
10. ↑  Davidson 1993.
11. ↑  Blenkinsopp 1996.
12. ↑  "How many books are there in the Bible?". Catholic Philly (بالإنجليزية الأمريكية). Archived from the original on 2023-11-30. Retrieved 2024-02-08.

## قائمة المراجع
- Allen، Leslie C. (2008). Jeremiah: A Commentary. Westminster John Knox Press. ISBN:9780664222239. مؤرشف من الأصل في 2019-12-08.
- Bandstra، Barry L. (2004). Reading the Old Testament: an introduction to the Hebrew Bible. Wadsworth. ISBN:9780495391050. مؤرشف من الأصل في 2019-12-08.
- Biddle، Mark E. (2007). "Jeremiah". في Coogan، Michael D.؛ Brettler، Mark Zvi؛ Newsom، Carol Ann (المحررون). The New Oxford Annotated Bible with the Apocryphal/Deuterocanonical Books: New Revised Standard Version. Oxford University Press. ISBN:9780199743919. مؤرشف من الأصل في 2019-12-08.
- Blenkinsopp، Joseph (1996). A history of prophecy in Israel. Westminster John Knox Press. ISBN:9780664256395. مؤرشف من الأصل في 2019-12-08.
- Brettler، Marc Zvi (2010). How to read the Bible. Jewish Publication Society. ISBN:978-0-8276-0775-0. مؤرشف من الأصل في 2019-07-03.
- Brueggemann، Walter (2002). Reverberations of faith: a theological handbook of Old Testament themes. Westminster John Knox. ISBN:9780664222314. مؤرشف من الأصل في 2016-11-24.
- Coogan، Michael D. (2008). A Brief Introduction to the Old Testament: The Hebrew Bible in Its Context. Oxford University Press. ISBN:9780195332728. مؤرشف من الأصل في 2016-04-25.
- Davidson، Robert (1993). "Jeremiah, Book of". في Metzger، Bruce M.؛ Coogan، Michael D. (المحررون). The Oxford Companion to the Bible. Oxford University Press. ISBN:9780199743919. مؤرشف من الأصل في 2019-12-08.
- Diamond، A. R. Pete (2003). "Jeremiah". في Dunn، James D. G.؛ Rogerson، John William (المحررون). Eerdmans Commentary on the Bible. Eerdmans. ISBN:9780802837110. مؤرشف من الأصل في 2019-12-08.
- Friebel، Kelvin G. (1999). Jeremiah's and Ezekiel's Sign-Acts: Rhetorical Nonverbal Communication. Continuum. ISBN:9781850759195. مؤرشف من الأصل في 2019-12-08.
- Knight، Douglas A. (1995). "Deuteronomy and the Deuteronomists". في Mays، James Luther؛ Petersen، David L.؛ Richards، Harold (المحررون). Old Testament Interpretation. T&T Clark. ISBN:9780567292896. مؤرشف من الأصل في 2019-07-13.
- Kugler، Robert؛ Hartin، Patrick (2009). The Old Testament between theology and history: a critical survey. Eerdmans. ISBN:9780802846365. مؤرشف من الأصل في 2015-04-14.
- Perdue، Leo G. (2006). "Jeremiah". في Attridge، Harold W. (المحرر). HarperCollins Study Bible. HarperCollins.
- Redditt، Paul L. (2008). Introduction to the Prophets. Eerdmans. ISBN:9780802828965. مؤرشف من الأصل في 2019-12-08.
- Sweeney، Marvin A. (2010). The Prophetic Literature. Abingdon Press. مؤرشف من الأصل في 2019-12-08.
- Sweeney، Marvin A. (1998). "The Latter Prophets". في Steven L. McKenzie, Matt Patrick Graham (المحرر). The Hebrew Bible today: an introduction to critical issues. Westminster John Knox Press. ISBN:9780664256524. مؤرشف من الأصل في 2019-12-08.
- Williamson، H. G. M. (2009). "Do We Need A New Bible? Reflections on the Proposed Oxford Hebrew Bible". BSW. ج. 90: 168. مؤرشف من الأصل في 2019-01-14.

## روابط خارجية
- Hebrew text:
  - ירמיהו Yirmiyahu – Jeremiah (Hebrew)
- Wikisource texts
  - Book of Jeremiah (Hebrew)
  - Septuagint (Greek)
  - Vulgate (Latin)
  - Wycliffe / King James / American Standard / World English Bible (English)